# Henrik Prip
Henrik Prip (* 31. März 1960 in  Hellerup, Dänemark) ist ein dänischer Schauspieler.

## Leben
Prip absolvierte 1990 eine Schauspielausbildung am Odense Teater. Danach trat er in verschiedenen Kopenhagener Theatern auf und schrieb auch eigene Theaterstücke wie z. B. "Englehud". Seinen Durchbruch im Film hatte er 1998 in dem Film Idioten (Idioterne). Er spielte auch bei vielen weiteren Film- und Fernsehproduktionen in zahlreichen Rollen mit, so unter anderem die Rolle des Niels in der dänischen Weihnachtsserie Absalons Hemmelighed. Er wirkte auch als Drehbuchautor bei Ole Bornedals Film Alien Teacher mit.

## Filmografie
| Film/Serie                                                              | Regisseur                                          | Rolle                                           | Jahr      |
| ----------------------------------------------------------------------- | -------------------------------------------------- | ----------------------------------------------- | --------- |
| Charlot & Charlotte                                                     | Ole Bornedal                                       | Bo Boesen                                       | 1996      |
| Skat – det er din tur                                                   | Mette Knudsen                                      | Frederik                                        | 1997      |
| TAXA                                                                    | Rumle Hammerich                                    | Læge                                            | 1997      |
| Idioten (Idioterne)                                                     | Lars von Trier                                     | Ped                                             | 1997      |
| Anja und Viktor (Anja & Viktor)                                         | Charlotte Sachs Bostrup                            | Lehrer                                          | 2000      |
| Unit One – Die Spezialisten (Rejseholdet)                               | Niels Arden Oplev                                  | Ole Toft Hansen                                 | 2000      |
| Edderkoppen                                                             | Ole Christian Madsen                               | Åberg                                           | 2000      |
| Olsenbande Junior (Olsen-Banden Junior)                                 | Peter Flinth                                       | Antonsen                                        | 2001      |
| De udvalgte                                                             | Nicolas Winding Refn                               | Betjent                                         | 2001      |
| Hotellet                                                                | Morten Arnfred                                     | Jan                                             | 2002      |
| Kleine Missgeschicke (Små ulykker)                                      | Annette K. Olesen                                  | Tom                                             | 2002      |
| Okay                                                                    | Jesper W. Nielsen                                  | Nete's chef                                     | 2002      |
| Askepop – the movie                                                     | Charlotte Sachs Bostrup                            | Gabriel                                         | 2003      |
| Anja efter Viktor                                                       | Charlotte Sachs Bostrup                            | Mathematiklehrer                                | 2003      |
| Langt fra Las Vegas (1 Folge)                                           | Mikkel Nørgaard                                    | Ivan Lorentsen                                  | 2003      |
| In deinen Händen (Forbrydelser)                                         | Annette K. Olesen                                  | Læge                                            | 2004      |
| Forsvar                                                                 | Niels Arden Oplev & Henrik Ruben Gentz             | Kevin Bülow                                     | 2004      |
| Der schönste Tag (Den store dag)                                        | Morten Arnfred                                     | Jesper                                          | 2005      |
| Fluerne på væggen                                                       | Åke Sandgren                                       | Peter Friis                                     | 2005      |
| Der Adler – Die Spur des Verbrechens (Ørnen: En krimi-odyssé, 2 Folgen) | Martin Schmidt                                     | Præst                                           | 2005      |
| I hendes hænder                                                         | Camille Alsted                                     | Michael                                         | 2006      |
| The Boss of It All (Direktøren for det hele)                            | Lars von Trier                                     | Nalle                                           | 2006      |
| Absalons hemmelighed                                                    | Morten Køhlert & Trine Piil                        | Niels                                           | 2006      |
| Om natten                                                               | Christian E. Christiansen                          | Torben, Saras Vater                             | 2007      |
| Kommissarin Lund – Das Verbrechen (Forbrydelsen) (2 Folgen)             | Hans Fabian Wullenweber                            | Henrik Bigum                                    | 2007      |
| Alien Teacher (Vikaren)                                                 | Ole Bornedal                                       | Claus, Psychologe (hier auch als Drehbuchautor) | 2007      |
| Remix                                                                   | Martin Hagbjer                                     | Mark                                            | 2008      |
| Album                                                                   | Hella Joof                                         | Søren Olufsen                                   | 2008      |
| Spillets regler                                                         | Christian Dyekjær                                  | Poul                                            | 2008      |
| Dig og mig                                                              | Christian E. Christiansen                          | Saras Vater                                     | 2008      |
| Lille soldat                                                            | Annette K. Olesen                                  | Espen                                           | 2008      |
| Wen du fürchtest (Den du frygter)                                       | Kristian Levring                                   | Espen                                           | 2008      |
| Der Kandidat (Kandidaten)                                               | Kasper Barfoed                                     | Henrik Linde                                    | 2008      |
| Protectors – Auf Leben und Tod (Livvagterne)                            | Mikkel Serup                                       | Henrik Skelbæk                                  | 2009      |
| Zoomer: Kleine Spione – Große Geheimnisse (Zoomerne)                    | Christian E. Christiansen                          | Theas Vater                                     | 2009      |
| Kleine Morde unter Nachbarn (Lærkevej)                                  | Kasper Gaardsøe Mogens Hagedorn                    | Kim Borg                                        | 2009–2010 |
| Smukke mennesker                                                        | Mikkel Munch-Fals                                  | Anders                                          | 2010      |
| Borgen – Gefährliche Seilschaften (Borgen)                              | Adam Price                                         | Frederik Vedfeld                                | 2011      |
| ID:A – Identität anonym (ID:A)                                          | Christian E. Christiansen                          | Ove                                             | 2012      |
| Kampen                                                                  | Jesper Troelstrup                                  | Peter                                           | 2013      |
| 1864 – Liebe und Verrat in Zeiten des Krieges (1864)                    | Ole Bornedal                                       | Christian IX.                                   | 2014      |
| Countdown Copenhagen (Gidseltagningen)                                  | Kasper Barfoed Christian E. Christiansen Roni Ezra | Palle Wulff                                     | 2017      |
| Chosen                                                                  | Kaspar Munk                                        | Hans                                            | 2022      |